# Glicina deidrogenasi
La glicina deidrogenasi è un enzima appartenente alla classe delle ossidoreduttasi, che catalizza la seguente reazione:
glicina + H2O + NAD+ ⇄ gliossilato + NH3 + NADH + H+